# تشيليو
تشيليو (بالإيطالية: Cellio)‏ هي إحدى قرى سيليو كون برييا في مقاطعة فرشلة في منطقة بيدمونت بجنوب غرب إيطاليا، وتقع على بعد حوالي 80 كيلومتر (50 ميل) شمال شرق تورينو وحوالي 45 كيلومتر (28 ميل) شمال فرشلة.